# Ziziphus oligantha
Ziziphus oligantha är en brakvedsväxtart som beskrevs av Elmer Drew Merrill och Perry. Ziziphus oligantha ingår i släktet Ziziphus och familjen brakvedsväxter. Inga underarter finns listade i Catalogue of Life.